# Nadieżda Biesfamilna
Nadieżda Wiktorowna Biesfamilna (ros. Надежда Викторовна Бесфамильная; ur. 27 grudnia 1950 w Moskwie) – rosyjska lekkoatletka reprezentująca ZSRR, sprinterka, medalistka olimpijska z 1976.
Na europejskich igrzyskach juniorów w 1966 w Odessie zdobyła brązowy medal w sztafecie 4 × 100 metrów, a w finale biegu na 100 metrów była piąta. Na europejskich igrzyskach juniorów w 1968 w Lipsku zdobyła złoty medal w sztafecie 4 × 100 metrów, zajęła 5. miejsce w biegu na 100 metrów i 4. miejsce w biegu na 200 metrów.
Odpadła w półfinale biegu na 100 metrów na mistrzostwach Europy w 1969 w Atenach, Nie stanęła do biegu półfinałowego na 200 metrów, a w sztafecie 4 × 100 metrów zajęła w finale 6. miejsce.
Zdobyła złoty medal w sztafecie 4 × 200 metrów (w składzie: Biesfamilna, Wira Popkowa, Galina Bucharina i Ludmiła Samotiosowa) na pierwszych halowych mistrzostwach Europy w 1970 w Wiedniu. Na tych samych mistrzostwach zajęła 4. miejsce w biegu na 60 metrów.
Zdobyła brązowy medal w sztafecie 4 × 100 metrów na mistrzostwach Europy w 1971 w Helsinkach (w składzie: Ludmiła Żarkowa, Bucharina, Marina Sidorowa i Biesfamilna). W biegu na 200 metrów zajęła 4. miejsce w finale. Odpadła w półfinale biegu na 50 metrów na halowych mistrzostwach Europy w 1972 w Grenoble Na igrzyskach olimpijskich w 1972 w Monachium odpadła w półfinale biegu na 200 metrów, a w sztafecie 4 × 100 metrów zajęła w finale 5. miejsce. Odpadła w biegu na 60 metrów na halowych mistrzostwach Europy w 1974 w Göteborgu.
Zdobyła brązowy medal w sztafecie 4 × 100 metrów na igrzyskach olimpijskich w 1976 w Montrealu (sztafeta biegła w składzie: Tetiana Proroczenko, Ludmiła Masłakowa, Biesfamilna i Wiera Anisimowa). Indywidualnie nie udało jej się wejść do finału; odpadła w ćwierćfinale biegu na 100 metrów i w półfinale biegu na 200 metrów.
Biesfamilna była mistrzynią ZSRR w biegu na 100 metrów w latach 1971–1973 i na 200 metrów w 1971, 1972 i 1975, a także halową mistrzynią w biegu na 60 metrów w 1972 i 1973.
Ustanawiała rekordy ZSRR w biegu na 200 metrów (22,8 s 12 sierpnia 1972 w Moskwie) i czterokrotnie w sztafecie 4 × 100 metrów (do 42,93 s 6 sierpnia 1976 w College Park).
Rekordy życiowe Biesfamilnej:
| Konkurencja        | Data i miejsce | Wynik   |
| ------------------ | -------------- | ------- |
| bieg na 100 metrów | 1976           | 11,41 s |
| bieg na 200 metrów | 1972           | 22,8 s  |